# 毛柱滇紫草
毛柱滇紫草（学名：Onosma hookeri var. hirsutum）是紫草科滇紫草属细花滇紫草的变种。分布于中国大陆的西藏等地，生长于海拔3,800米的地区，多生于山坡岩石砂砾地，目前尚未由人工引种栽培。